# 釋因海
釋因海（－2017年），佛教得道高僧，人稱因海聖尊、因海長老，為世界佛教總部經律論三藏總導師，解脫大手印合修大悲勝海紅觀音的成就者，圓寂後法體神變，證得金剛不壞肉身舍利的成就。

## 生前事蹟

### 九疤放光破暗室
早年因海長老於山洞閉關修煉，同閉關者，親見長老頭頂九個戒疤大放光明，將關房照亮如白晝，令非人道的眾生得到超渡。

### 遭人迫害 死而復生
曾經因累世因果，遭人迫害，足筋被斷失血過多而亡。死後五日復活，復活第一句話：「不可對下手害我的人有一點傷害的行為」，而被斷的足筋在佛法加持下迅速修復如初，並可負重行走。

### 懸空行進 鞋不著地
1980年代，佛弟子至機場接因海長老，過程中親見長老腳底懸空離地約四五公分。後來長老前往四川大邑的義雲高大師館，因下雨的關係，沿路潮溼泥濘，步入館內的觀音殿時，所有隨行人員鞋子皆沾上泥土，唯長老穿的白底僧鞋，乾淨且未沾泥濘，無有腳印。

## 圓寂聖蹟

### 無病圓寂
2017年1月15日，因海長老於身體健康、無病症下圓寂，當時醫生找不到病因開死亡證明，只得以「心臟停止跳動過世」紀錄。

### 法體神變
長老圓寂後，法體供奉於聖蹟寺觀音殿內，無有冷藏程序，第十日後法體開始脫胎換骨，臉型由瘦削漸變為豐滿莊嚴相、鬍鬚和指甲續長、皮膚日益細嫩、紅潤光澤且異香飄逸，法體堅硬如金剛石，為金剛不壞肉身舍利之成就。
長老法體依照美國法律於圓寂後第32天入土，供奉於美國加州玫瑰崗紀念公園。

## 法承
- 第三世多杰羌佛

因海長老生前偈言
自古聖賢多寂寞，唯有隱者留其名。諸惡莫作眾善行，不邪不騙大悲心。
臘子並非宗派人，善行功德入法門。若求正法得高峰，隨我直拜佛陀宗。